# آستان شش امامزاده
آستان شش امامزاده مربوط به دوره قاجار است و در شهرستان قم، بخش مرکزی، روستای سیف‌آباد واقع شده است. این اثر در تاریخ ۲ آبان ۱۳۷۸ با شماره ثبت ۲۴۲۹ به عنوان یکی از آثار ملی ایران به ثبت رسیده است.